# Caracallae
Caracallae é um género botânico pertencente à família Fabaceae.